# Oldřich Vlasák
Oldřich Vlasák (Hradec Králové, 26 novembre 1955 – 12 ottobre 2024) è stato un politico ceco.

## Biografia

### Formazione
Si laureò presso la facoltà di ingegneria dell'università di Praga nel 1980.

### Attività politica
Iscritto al Gruppo dei Conservatori e dei Riformisti Europei, fu Europarlamentare dal 2004 al 2014 e ricoprì l'incarico di vice presidente del Parlamento europeo dal 2012 al 2014.